# Associazione Sportiva Cittadella 2022-2023
Questa voce raccoglie le informazioni riguardanti l'Associazione Sportiva Cittadella nelle competizioni ufficiali della stagione 2022-2023.

## Stagione
Nella stagione 2022-2023 il Cittadella disputa il campionato cadetto, raccoglie 43 punti con il quindicesimo posto. Allenato ancora da Edoardo Gorini, raccoglie 19 punti nel girone di andata e 24 nel girone di ritorno, in questo modo mantenendo la categoria ed evitando i Play-out di tre lunghezze. In Coppa Italia il Cittadella supera nei trentaduesimi di finale il Lecce (2-3) dopo i tempi supplementari, nei sedicesimi incrocia il Torino, che si impne nettamente (4-0) e passa il turno.

## Divise e sponsor
La prima maglia è granata con inserti azzurri e blù, calzoncini granata e calzettoni granata. La seconda maglia è gialla con inserti granata, calzoncini e calzettoni gialli. Per questa stagione gli Sponsor sono: Sirmax, Gabrielli, Cecchin, Stylpex, Quartzforms e Scilm. Mentre lo Sponsor tecnico è Erreà.

## Organigramma societario
Consiglio di amministrazione
- Presidente: Andrea Gabrielli
- Vicepresidente: Giancarlo Pavin
- Amministratore delegato: Mauro Michelini

Direzione
- Direttore generale: Stefano Marchetti
- Responsabile settore giovanile: Cristian La Grottería
- Coordinatore settore giovanile: Nicola Maffei
- Responsabile attività di base: Claudio Conte

Segreteria
- Segretario generale: Claudio Cappelletti
- Segretario sportivo: Alberto Toso

Marketing e Ufficio Stampa
- Responsabile marketing: Federico Cerantola
- Responsabile stampa: Davide De Marchi

Amministrazione
- Responsabile amministrazione: Maurizio Tonin
- Segreteria amministrativa: Daniele Ceccato

Servizi Stadio
- Responsabile biglietteria: Gianfranco Cavallari
- Responsabili campo: Angelo Sgarbossa, Mariano Campagnaro
- Magazzinieri: Antonio Sgarbossa, Clara Degetto

Sicurezza
- Delegato sicurezza: Alessandro Bressa
- Rappresentante società per relazioni coi tifosi "Supporter Liason Officier": Silvio Bizzotto
- Responsabile impianti/strutture: Remo Poggiana

Area tecnica e medica
- Allenatore: Edoardo Gorini
- Allenatore in seconda: Roberto Musso
- Preparatore portieri: Andrea Pierobon
- Collaboratore tecnico: Nicola Donazzan
- Preparatore atletico: Andrea Redigolo
- Team manager: Federico Cerantola
- Responsabile sanitario: Ilario Candido
- Medico sociale ortopedico: Roberto Bordin
- Massaggiatori: Giovanni Pivato, Nicola De Bardi

## Rosa
Rosa e numerazione, tratte dal sito ufficiale del Cittadella.
| N. |                          | Ruolo | Calciatore                |
| -- | ------------------------ | ----- | ------------------------- |
| 1  | Italia (bandiera)        | P     | Filippo Manfrin           |
| 2  | Italia (bandiera)        | D     | Romano Perticone          |
| 3  | Italia (bandiera)        | D     | Gian Filippo Felicioli    |
| 5  | Italia (bandiera)        | D     | Dario Del Fabro           |
| 6  | Argentina (bandiera)     | D     | Santiago Visentin         |
| 7  | Guinea-Bissau (bandiera) | A     | Carlos Embalo             |
| 8  | Italia (bandiera)        | C     | Davide Mazzocco           |
| 9  | Senegal (bandiera)       | A     | Mamadou Tounkara          |
| 10 | Italia (bandiera)        | A     | Mirko Antonucci           |
| 11 | Italia (bandiera)        | A     | Giacomo Beretta           |
| 15 | Italia (bandiera)        | D     | Domenico Frare (capitano) |
| 16 | Italia (bandiera)        | C     | Alessio Vita              |
| 17 | Italia (bandiera)        | D     | Daniele Donnarumma        |
| 18 | Italia (bandiera)        | D     | Alessandro Mattioli       |

| N. |                    | Ruolo | Calciatore           |
| -- | ------------------ | ----- | -------------------- |
| 19 | Italia (bandiera)  | D     | Vincenzo Ciriello    |
| 20 | Italia (bandiera)  | C     | Giuseppe Carriero    |
| 23 | Italia (bandiera)  | C     | Simone Branca        |
| 26 | Italia (bandiera)  | C     | Nicola Pavan         |
| 29 | Italia (bandiera)  | C     | Valerio Mastrantonio |
| 30 | Uruguay (bandiera) | A     | Ignacio Lores Varela |
| 36 | Albania (bandiera) | P     | Elhan Kastrati       |
| 72 | Italia (bandiera)  | C     | Andrea Danzi         |
| 77 | Italia (bandiera)  | P     | Luca Maniero         |
| 84 | Italia (bandiera)  | D     | Tommaso Cassandro    |
| 87 | Italia (bandiera)  | D     | Gianluca Bassano     |
| 90 | Spagna (bandiera)  | A     | Raúl Asencio         |
| 92 | Italia (bandiera)  | A     | Enrico Baldini       |
| 99 | Italia (bandiera)  | A     | Andrea Magrassi      |

## Calciomercato

### Sessione estiva(dal 01/07 al 01/09)
| Acquisti | Acquisti               | Acquisti    | Acquisti      |
| R.       | Nome                   | da          | Modalità      |
| -------- | ---------------------- | ----------- | ------------- |
| P        | Gabriele Plechero      | Luparense   | fine prestito |
| D        | Gian Filippo Felicioli | Venezia     | definitivo    |
| C        | Gianluca Bassano       | Montevarchi | fine prestito |
| C        | Christian D'Urso       | Perugia     | fine prestito |
| A        | Raúl Asencio           | Lecce       | definitivo    |
| A        | Carlos Embalo          | Eupen       | definitivo    |
| A        | Paolo Grillo           | Vibonese    | fine prestito |
| A        | Orji Okwonkwo          | Bologna     | prestito      |

| Cessioni | Cessioni               | Cessioni  | Cessioni      |
| R.       | Nome                   | a         | Modalità      |
| -------- | ---------------------- | --------- | ------------- |
| D        | Amedeo Benedetti       | Pordenone | definitivo    |
| C        | Christian D'Urso       | Cosenza   | definitivo    |
| C        | Karim Laribi           | Reggina   | fine prestito |
| A        | Orji Okwonkwo          | Bologna   | fine prestito |
| A        | Paolo Grillo           | Vibonese  | prestito      |
| A        | Serigne Saliou Thioune | Yverdon   | definitivo    |

## Risultati

### Serie B

#### Girone di andata
| Arbitro: | Zufferli (Udine) |

|                                                                   |           |                                           |
| Baldini 38’, 57’ (rig.) Hermannsson 61’ (aut.) Asencio 66’ (rig.) | Marcatori | 27’ Masucci 90’ Sibilli 90+8’ Canestrelli |

| Arbitro: | Orsato (Schio) |

|                           |           |             |
| Mancosu 72’ Makoumbou 87’ | Marcatori | 29’ Asencio |

| Arbitro: | Giua (Olbia) |

|               |           |              |
| Antonucci 70’ | Marcatori | 85’ Cuisance |

| Ascoli Piceno 3 settembre 2022, ore 14:00 CEST 4ª giornata | Ascoli               | 0 – 0 referto | Cittadella | Stadio Cino e Lillo Del Duca (6 675 spett.)\| Arbitro: \| Meraviglia (Pistoia) \| |
| Arbitro:                                                   | Meraviglia (Pistoia) |               |            |                                                                                   |

| Arbitro: | Ghersini (Genova) |

|               |           |  |
| Beretta 90+2’ | Marcatori |  |

| Arbitro: | Maggioni (Lecco) |

|                                      |           |  |
| Gagliolo 22’ Fabbian 58’ G. Gori 88’ | Marcatori |  |

| Arbitro: | Santoro (Messina) |

|  |           |                             |
|  | Marcatori | 34’ Palumbo 90+4’ Coulibaly |

| Arbitro: | Miele (Nola) |

|         |           |               |
| Ayé 28’ | Marcatori | 69’ Antonucci |

| Cittadella 15 ottobre 2022, ore 14:00 CEST 9ª giornata | Cittadella       | 0 – 0 referto | SPAL | Stadio Piercesare Tombolato\| Arbitro: \| Zufferli (Udine) \| |
| Arbitro:                                               | Zufferli (Udine) |               |      |                                                               |

| Palermo 23 ottobre 2022, ore 16:15 CEST 10ª giornata | Palermo      | 0 – 0 referto | Cittadella | Stadio Renzo Barbera (18 029 spett.)\| Arbitro: \| Giua (Olbia) \| |
| Arbitro:                                             | Giua (Olbia) |               |            |                                                                    |

| Arbitro: | Minelli (Varese) |

|  |           |                            |
|  | Marcatori | 12’ Beretta 90+5’ Magrassi |

| Cittadella 5 novembre 2022, ore 14:00 CET 12ª giornata | Cittadella                | 0 – 0 referto | Modena | Stadio Piercesare Tombolato\| Arbitro: \| Ferrieri Caputi (Livorno) \| |
| Arbitro:                                               | Ferrieri Caputi (Livorno) |               |        |                                                                        |

| Arbitro: | Volpi (Arezzo) |

|                                        |           |               |
| Delprato 17’ Camara 57’ Benedyczak 67’ | Marcatori | 71’ Antonucci |

| Arbitro: | Perenzoni (Rovereto) |

|               |           |              |
| Antonucci 25’ | Marcatori | 80’ Brignola |

| Arbitro: | Pairetto (Nichelino) |

|  |           |               |
|  | Marcatori | 62’ Antonucci |

| Arbitro: | Piccinini (Forlì) |

|  |           |                                        |
|  | Marcatori | 13’ Scheidler 32’ Folorunsho 68’ Maita |

| Arbitro: | Abisso (Palermo) |

|           |           |  |
| Tello 22’ | Marcatori |  |

| Arbitro: | La Penna (Roma) |

|  |           |                                     |
|  | Marcatori | 29’ Nicolussi Caviglia 45+1’ Odogwu |

| Arbitro: | Guida (Torre Annunziata) |

|  |           |                            |
|  | Marcatori | 4’ T. Arrigoni 72’ Mancuso |

#### Girone di ritorno
| Arbitro: | Gualtieri (Asti) |

|             |           |                              |
| Moruțan 60’ | Marcatori | 4’ Mastrantonio 43’ Crociata |

| Cittadella 21 gennaio 2023, ore 16:15 CET 21ª giornata | Cittadella     | 0 – 0 referto | Cagliari | Stadio Piercesare Tombolato\| Arbitro: \| Rutella (Enna) \| |
| Arbitro:                                               | Rutella (Enna) |               |          |                                                             |

| Arbitro: | Valeri (Roma) |

|                       |           |                      |
| Pohjanpalo 29’ (rig.) | Marcatori | 38’ (rig.) Antonucci |

| Arbitro: | Ferrieri Caputi (Livorno) |

|                                        |           |  |
| Crociata 18’ Antonucci 76’ (rig.), 78’ | Marcatori |  |

| Arbitro: | Miele (Nola) |

|                                           |           |  |
| L. Moro 27’ R. Insigne 49’ Mulattieri 80’ | Marcatori |  |

| Arbitro: | Di Bello (Brindisi) |

|                                |           |                             |
| Crociata 46’, 67’ Carriero 86’ | Marcatori | 20’ Fabbian 26’ Hernani Jr. |

| Arbitro: | Di Marcenaro (Genova) |

|             |           |                     |
| Diakité 32’ | Marcatori | 67’, 90+3’ Crociata |

| Cittadella 1º marzo 2023, ore 20:30 CET 27ª giornata | Cittadella       | 0 – 0 referto | Brescia | Stadio Piercesare Tombolato\| Arbitro: \| Minelli (Varese) \| |
| Arbitro:                                             | Minelli (Varese) |               |         |                                                               |

| Arbitro: | Sozza (Seregno) |

|                           |           |                      |
| Fetfatzidīs 41’ Prati 72’ | Marcatori | 76’ (rig.) Ambrosino |

| Arbitro: | Massimi (Termoli) |

|                                         |           |                                          |
| Maistrello 3’, 74’ Antonucci 23’ (rig.) | Marcatori | 33’ (rig.), 64’ Di Mariano 45+2’ Brunori |

| Arbitro: | Gualtieri (Asti) |

|  |           |                             |
|  | Marcatori | 51’ Di Carmine 53’ Casasola |

| Modena 2 aprile 2023, ore 16:15 CEST 31ª giornata | Modena               | 0 – 0 referto | Cittadella | Stadio Alberto Braglia (10 418 spett.)\| Arbitro: \| Perenzoni (Rovereto) \| |
| Arbitro:                                          | Perenzoni (Rovereto) |               |            |                                                                              |

| Arbitro: | Baroni (Firenze) |

|  |           |            |
|  | Marcatori | 21’ Camara |

| Arbitro: | Doveri (Roma) |

|            |           |               |
| D'Urso 12’ | Marcatori | 27’ Antonucci |

| Arbitro: | Dionisi (L'Aquila) |

|  |           |                 |
|  | Marcatori | 70’ Guðmundsson |

| Arbitro: | Massa (Imperia) |

|                  |           |                |
| L. Benedetti 51’ | Marcatori | 84’ Maistrello |

| Arbitro: | Sacchi (Macerata) |

|                                      |           |               |
| Vita 28’ Maistrello 82’ Carriero 89’ | Marcatori | 18’ Pettinari |

| Arbitro: | Serra (Torino) |

|            |           |               |
| Odogwu 69’ | Marcatori | 47’ Antonucci |

| Cittadella 19 maggio 2023, ore 20:30 CEST 38ª giornata | Cittadella             | 0 – 0 referto | Como | Stadio Piercesare Tombolato (7 623 spett.)\| Arbitro: \| Manganiello (Pinerolo) \| |
| Arbitro:                                               | Manganiello (Pinerolo) |               |      |                                                                                    |

### Coppa Italia
| Arbitro: | Miele (Nola) |

|                                 |           |                                |
| Strefezza 61’ L. Colombo 105+1’ | Marcatori | 73’ Asencio 93’, 100’ Tounkara |

| Arbitro: | Pezzuto (Lecce) |

|                                                |           |  |
| Radonjić 21’ Pellegri 55’ Schuurs 76’ Zima 80’ | Marcatori |  |

## Statistiche

### Statistiche di squadra
Statistiche aggiornate al 19 maggio 2023
| Competizione | Punti | In casa | In casa | In casa | In casa | In casa | In casa | In trasferta | In trasferta | In trasferta | In trasferta | In trasferta | In trasferta | Totale | Totale | Totale | Totale | Totale | Totale | DR  |
| Competizione | Punti | G       | V       | N       | P       | Gf      | Gs      | G            | V            | N            | P            | Gf           | Gs           | G      | V      | N      | P      | Gf     | Gs     | DR  |
| ------------ | ----- | ------- | ------- | ------- | ------- | ------- | ------- | ------------ | ------------ | ------------ | ------------ | ------------ | ------------ | ------ | ------ | ------ | ------ | ------ | ------ | --- |
| Serie B      | 43    | 19      | 5       | 8       | 6       | 19      | 22      | 19           | 4            | 8            | 7            | 15           | 23           | 38     | 9      | 16     | 13     | 34     | 45     | -11 |
| Coppa Italia | -     | 0       | 0       | 0       | 0       | 0       | 0       | 2            | 1            | 0            | 1            | 3            | 5            | 2      | 1      | 0      | 1      | 3      | 6      | -3  |
| Totale       | -     | 19      | 5       | 8       | 6       | 19      | 22      | 21           | 5            | 8            | 8            | 18           | 28           | 40     | 10     | 16     | 14     | 37     | 51     | -14 |

### Andamento in campionato
| Giornata  | 1 | 2 | 3  | 4 | 5 | 6  | 7  | 8  | 9  | 10 | 11 | 12 | 13 | 14 | 15 | 16 | 17 | 18 | 19 | 20 | 21 | 22 | 23 | 24 | 25 | 26 | 27 | 28 | 29 | 30 | 31 | 32 | 33 | 34 | 35 | 36 | 37 | 38 |
| --------- | - | - | -- | - | - | -- | -- | -- | -- | -- | -- | -- | -- | -- | -- | -- | -- | -- | -- | -- | -- | -- | -- | -- | -- | -- | -- | -- | -- | -- | -- | -- | -- | -- | -- | -- | -- | -- |
| Luogo     | C | T | C  | T | C | T  | C  | T  | C  | T  | T  | C  | T  | C  | T  | C  | T  | C  | T  | T  | C  | T  | C  | T  | C  | T  | C  | T  | C  | C  | T  | C  | T  | C  | T  | C  | T  | C  |
| Risultato | V | P | N  | N | V | P  | P  | N  | N  | N  | V  | N  | P  | N  | V  | P  | P  | P  | P  | V  | N  | N  | V  | P  | V  | V  | N  | P  | N  | P  | N  | P  | N  | P  | N  | V  | N  | N  |
| Posizione | 2 | 6 | 10 | 9 | 6 | 11 | 14 | 14 | 14 | 12 | 11 | 11 | 12 | 13 | 13 | 14 | 16 | 18 | 19 | 17 | 17 | 16 | 12 | 15 | 13 | 13 | 13 | 14 | 14 | 14 | 14 | 15 | 15 | 16 | 17 | 15 | 15 | 15 |

Fonte:  Serie B, su calcio.com.
Legenda:

Luogo: C = Casa; T = Trasferta. Risultato: V = Vittoria; N = Pareggio; P = Sconfitta.